# فاوستو كلينجر (لاعب كرة قدم)
فاوستو كلينجر هو لاعب كرة قدم إكوادوري في مركز الدفاع، ولد في 15 أبريل 1953. لعب مع نادي برشلونة.

## وصلات خارجية
- فاوستو كلينجر (لاعب كرة قدم) على موقع عالم كرة القدم.نت (الإنجليزية)